# Encephalartos concinnus
Encephalartos concinnus  (лат.) — вечнозелёное древовидное растение рода Энцефаляртос (Encephalartos).
Ствол 3 м высотой, 45 см диаметром. Листья 150-200 см длиной, светло- или ярко-зелёные, полуглянцевые прямые, жёсткие; черенок прямой, с 1-6 шипами. Листовые фрагменты ланцетные; средние - 10-15 см длиной, 20-25 мм в ширину. Пыльцевые шишки 1-4, веретеновидные, зелёные, 30-50 см длиной, 7-10 см диаметром. Семенные шишки 1-2, яйцевидные, зелёные, длиной 35-45 см, 15-20 см, диаметром. Семена продолговатые, длиной 30-35 мм, шириной 18-23 мм, саркотеста красная.
Этот вид встречается в трёх местах на юге Зимбабве в провинциях Южный Матабелеленд, Мидлендс и Масвинго. Встречается на высотах от 800 до 900 м над уровнем моря. Растёт в сухих крутых скалистых долинах с редкими деревьями, а также среди гранитных валунов или на крутых скалах, где они растут среди травы или под небольшими деревьями. Места произрастания характеризуется частыми ночными и утренними туманами. Эти растения не переносят морозов.
Имеется негативное влияние из-за чрезмерного сбора для декоративных целей. Кроме того, листья этого вида используют местные жители, чтобы сделать матрасы. Это привело к гибели некоторых старых укоренившихся растений.